# Vito Bonventre
Vito Bonventre (1 de enero de 1875-15 de julio de 1930) fue un mafioso neoyorquino que lideraba una pandilla de Brooklyn que luego sería conocida como la familia criminal Bonanno. Fue arrestado y liberado en 1921 por ser el líder de un grupo conocido como los "Good Killers". Bonventre fue asesinado en 1930 al inicio de un conflicto entre su pandilla y una pandilla rival liderada por Joe Masseria, y llamada como la Guerra de los Castellammarenses.

## Primeros años
Vito Bonventre nació el 1 de enero de 1875 en el pueblo de Castellammare del Golfo en Sicilia. En Castellammare del Golfo, su familia era miembro de un clan mafioso creado por una alianza con la familia Magaddino en oposición a un clan mafioso liderado por la familia Buccellato. Emigró a los Estados Unidos justo después del inicio del siglo XX y se asentó en el barrio de Williamsburg en Brooklyn. Pronto se convirtió en un miembro de la pandilla mafiosa local liderada por Nicolo Schiro.

## Líder de "The Good Killers"

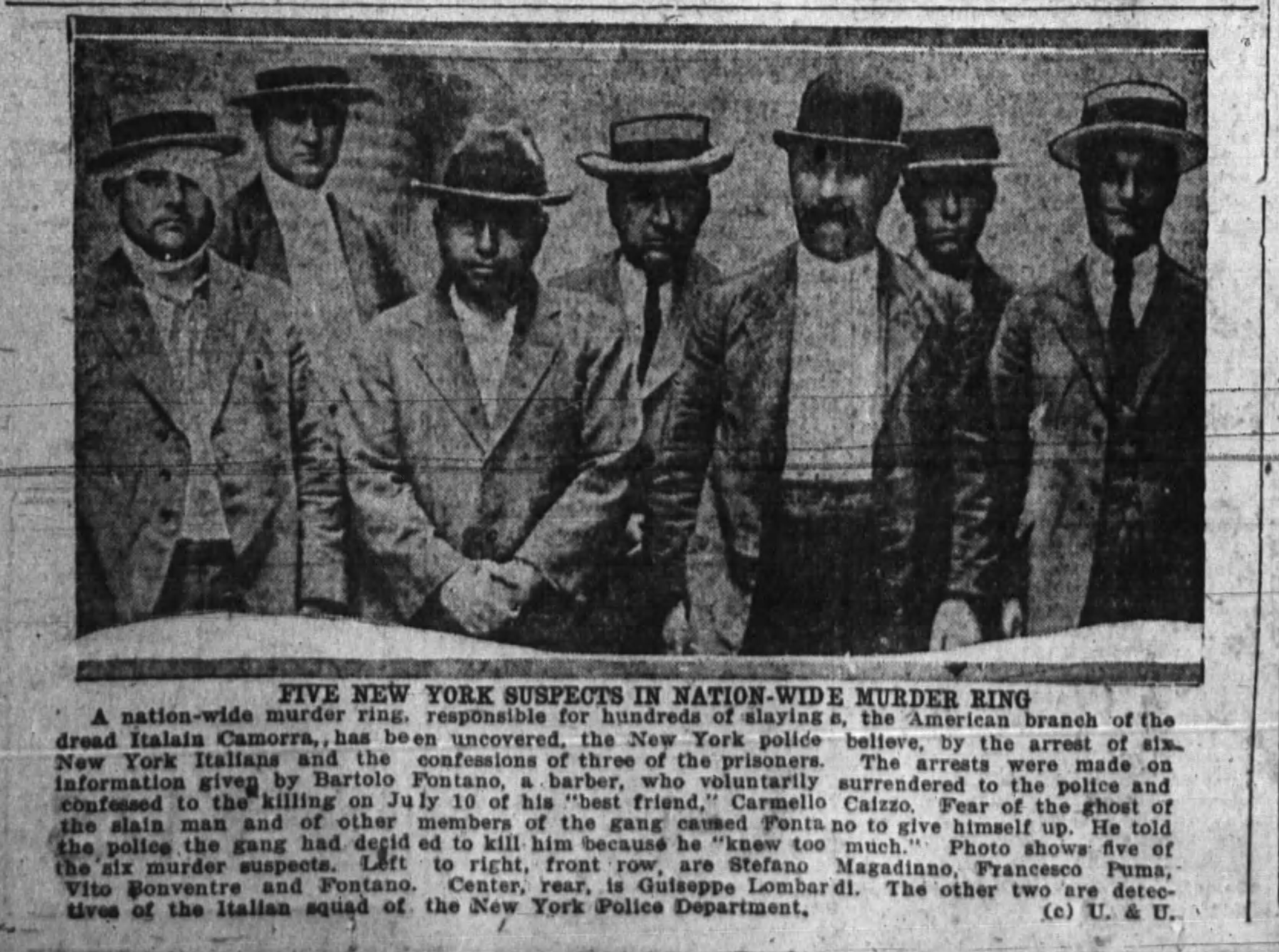
Sospechosos de los "Good Killers" en custodia policial, 1921.
De izquierda a derecha, adelante, Stefano Magaddino, Vito Bonventre y Bartolo Fontana. Centro, atrás, Giuseppe Lombardi. Los otros dos son detectives de la escuadra italiana del Departamento de Policía de Nueva York.

Bonventre fue arrestado el 16 de agosto de 1921 en Nueva York junto con Stefano Magaddino, Francesco Puma, Giuseppe Lombardi, Mariano Galante y Bartolomeo DiGregorio por el asesinato de Camillo Caiozzo en Neptune, Nueva Jersey, un par de semanas antes. Bonventre y los otros fueron arrestados luego de la confesión de Bartolo Fontana. Fontana identificó a los hombres como miembros de los "Good Killers", un grupo mafioso de Castellammare del Golfo cuyo líder era Bonventre. Fontana alegó que ellos le ordenaron matar a Caiozzo en venganza por el asesinato del hermano de Magaddino, Pietro, sucedido en 1916 en Sicilia. También dijo que los "Good Killers" eran responsables de, por lo menos, dieciséis otras muertes.
Algunas de las víctimas que nombró estaban conectadas con la familia rival Buccellato en Castellammere del Golfo. Estas incluían tres hermanos Buccellato que vivían en Detroit: Salvatore, Felice, y Joseph que fueron asesinados entre 1917 y 1919 así como su primo Pietro Buccellato asesinado en 1917.
El caso del gobierno contra los "Good Killers" colapsó por falta de corroboración siendo que sólo contaban con el testimonio de Fontana. Fontana fue a prisión por el asesinato de Caiozzo y los otros fueron liberados. Magaddino se asustó por lo cerca que había estado de ir a prisión y huyó de la ciudad, convirtiéndose eventualmente en el jefe mafioso local en Búfalo. Bonventre permaneció en Nueva York como un miembro principal de la pandilla de Schiro. Con la prohibición, Bonventre se involucró en el contrabando de licores a gran escala.

## Muerte
Durante los primeros meses de la guerra de los Castellammarenses, Bonventre se convirtió en un objetivo a medida que los miembros de la pandilla de Shiro nativos de Castellammarese empezaron a ser una amenaza para el dominio del jefe rival Joe Masseria sobre las pandillas mafiosas. Masseria forzó a Schiro a pagarle $10,000 y renunciar como jefe de la pandilla.  Luego, el 15 de julio de 1930, Bonventre fue asesinado a tiros fuera de su garaje.
Bonventre esta enterrado en el Calvary Cemetery en Woodside, Queens.